# Yōkō Gushiken

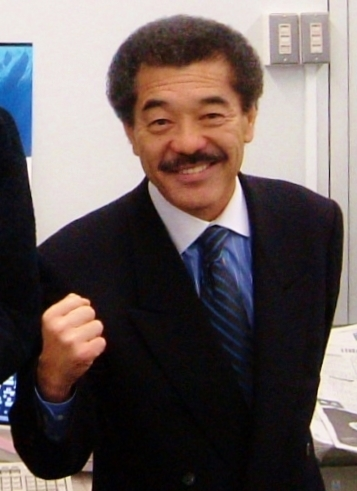
Yōkō Gushiken (2003)

Yōkō Gushiken (jap. 具志堅 用高, Gushiken Yōkō; * 26. Juni 1955 in Ishigaki, Japan) ist ein ehemaliger japanischer Boxer im Halbfliegengewicht.

## Profikarriere
Im Jahre 1974 begann er erfolgreich seine Profikarriere. Am 10. Oktober 1976, bereits in seinem 9. Kampf, boxte er gegen Juan Antonio Guzmán um den Weltmeistertitel des Verbandes WBA und gewann durch K. o. Diesen Gürtel verlor er in seiner 14. Titelverteidigung im März 1981 an Pedro Flores.
Nach dieser einzigen Niederlage von insgesamt 24 Kämpfen, von denen er 15 durch K. o. gewann, beendete er seine Karriere. Im September 1995 eröffnete er mit Yoshio Shirai das Shirai-Gushiken Sports Gym.
Im Jahre 2015 wurde Yōkō Gushiken in die International Boxing Hall of Fame in die „Kategorie Oldtimer“ aufgenommen.